# Yfke Sturm
 (janvier 2023).
Pour les articles homonymes, voir Sturm.
Yfke Sturm (née le 19 novembre 1981 à Almere, aux Pays-Bas) est un mannequin néerlandais.

## Biographie
Fille d'un inspecteur de l'environnement et d'une journaliste, elle grandit avec ses deux frères et se prépare à la médecine des sports. Ce programme est bouleversé quand elle est remarquée par un agent de Elite Model Management, qui l'invite à participer au concours Elite Model Look de 1997.

### Carrière
Elle gagne le concours national néerlandais de mannequinat, puis le concours international de Nice fin 1997. 
Peu après, elle signe un contrat exclusif avec les marques Ralph Lauren et Calvin Klein[réf. souhaitée].  Elle voyage dès lors entre New York, Paris et Amsterdam pour son métier de mannequin. 
Elle a posé devant de grands photographes, et défilé pour plusieurs stylistes, elle a été invitée à la version hollandaise de America's Next Top Model, Holland's Next Top Model.

### Couvertures de journaux
Elle est apparue sur la couverture de magazines comme Vogue, Harper's Bazaar, Elle, Marie Claire, Allure, Cosmopolitan, L'Officiel.

## Publicités
Elle a contribué à des campagnes de publicité de Ralph Lauren, Calvin Klein, Emporio Armani, Gianfranco Ferré, DKNY, Escada, H&M, Carolina Herrera, Pantene, Garnier, Biotherm, XOXO (en), The J Lo Campaign, C&A et Victoria's Secret.